# ヴァルター・ライスティコフ
ヴァルター・ルドルフ・ライスティコフ（Walter Rudolf Leistikow、1865年10月25日 - 1908年7月24日）は、ドイツの画家、イラストレーターである。

## 略歴
現在のポーランドのブィドゴシュチュ（プロイセン王国のブロンベルク）の薬局の息子に生まれた。17歳で画家になるためにベルリンに出て、ベルリンの美術アカデミーに入学し、アントン・フォン・ヴェルナーのもとで学ぶが、半年後に才能がないとして退学させられた。その後、風景画家のエシュケ(Hermann Eschke)やハンス・ギューデの個人教授を受けた。1890年から多くの芸術家がスタジオを構えたベルリンのアトリエハウス(Atelierhaus Lützowstraße 82)に住んだ。
1886年からベルリンの展覧会に出展した。1892年にベルリン分離派の母体の一つとなる「Vereinigung der XI (11人協会)」の創立メンバーとなった。この時期は「表現主義」に近づいていて、ベルリンの展覧会で表現主義の作品が出展を拒否されたのがベルリン分離派の設立され独自の展覧会が開かれる原因となった。
イラストレータとしても働き、家具や生地、絨毯、壁紙のデザインもした。1902年頃、ケルンのチョコレート会社シュトルヴェルクの景品のドイツの風景画カードの原画も描いた。作家も目指し1893年や1896年に小説を出版するが成功しなかった。
詩人のヴィルヘルム・ヴェルシェらを中心としてベルリンのフリードリヒスハーゲンに集まった芸術家サークルのメンバーであり、小説家、詩人のゲアハルト・ハウプトマン、テオドール・ヴォルフや画家のロヴィス・コリント、マックス・リーバーマンと友人だった。
梅毒に罹り、病状が悪化した後、1908年に療養所で自殺した。

## 作品

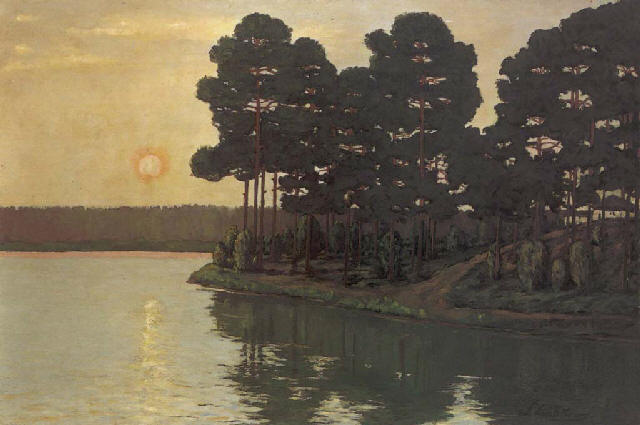
「メルキッシェル湖の日没(1895)
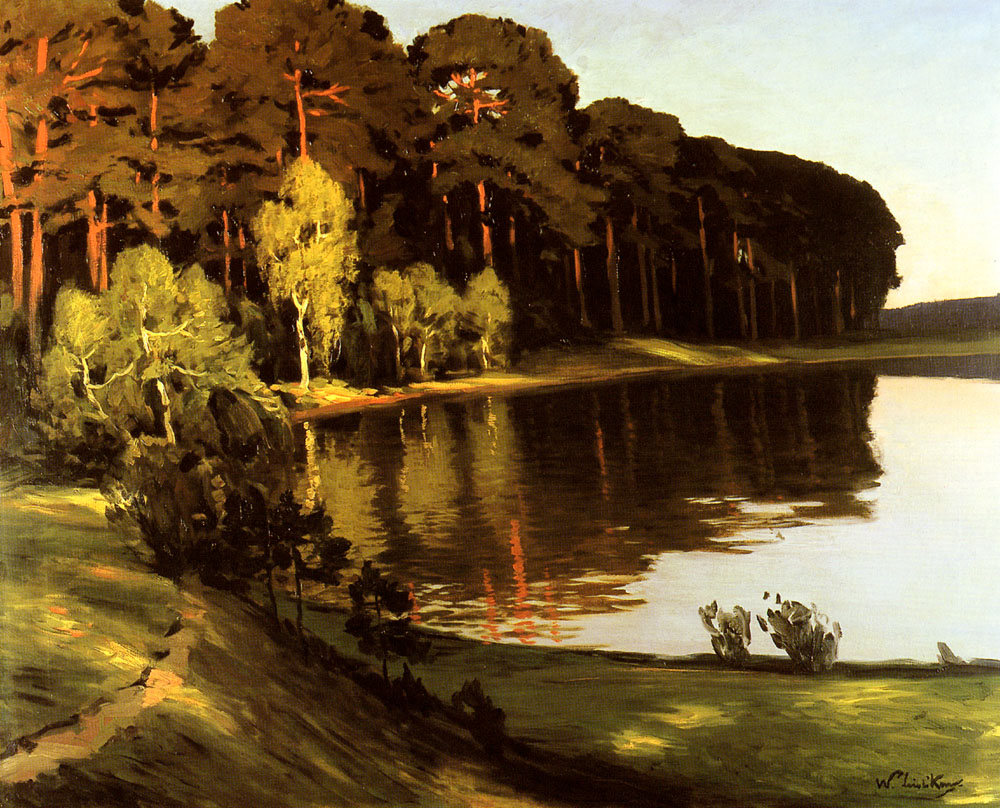
森と河
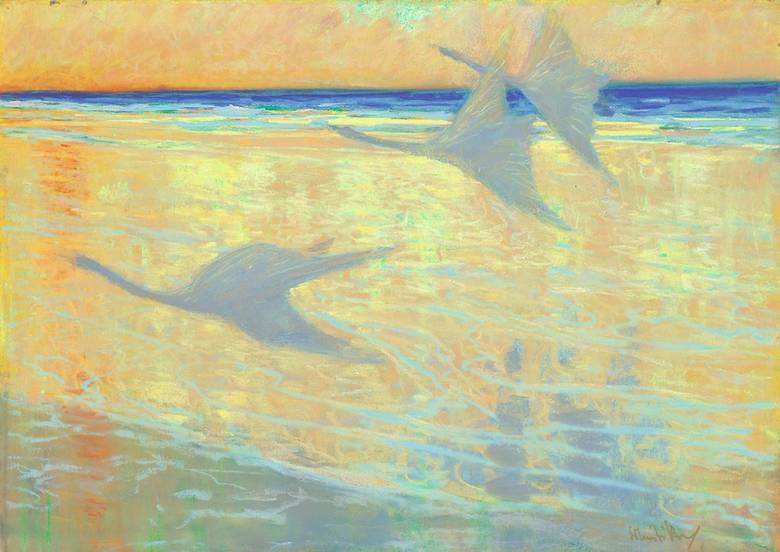
「白鳥の飛翔」

## 著作
- Walter Selber (Pseudonym): Die Affäre Munch. In: Freie Bühne, 3. Jg., 1892, S. 1296–1300
- Moderne Kunst in Paris. In: Freie Bühne, 4 Jg., 1893, S. 800–804
- Seine Cousine (Novelle). In: Freie Bühne, 4. Jg., 1893
- Auf der Schwelle, Roman, Schuster & Loeffler, Berlin 1896; Reprint AVI Arzneimittel Verlags-GmbH, Berlin 2008
- Moderne Tapeten. In: Kunstgewerbeblatt, N. F., 13. Jg., Heft 5, 1902, S. 85–92
- Otto Eckmann. In: Kunstgewerbeblatt, N. F., 13. Jg., Heft 10, 1902, S. 194–197
- Über den deutschen Künstlerbund und die Tage in Weimar. In: Die Kunst für Alle. Malerei, Plastik, Graphik, Architektur, 19. Jg., 1903/04, Heft 9, S. 201–205
- Über das Erlernen der Malerei. In: Die Kunst für Alle. Malerei, Plastik, Graphik, Architektur, 23. Jg., Heft 15, 1908, S. 351–354